# Børge Lund

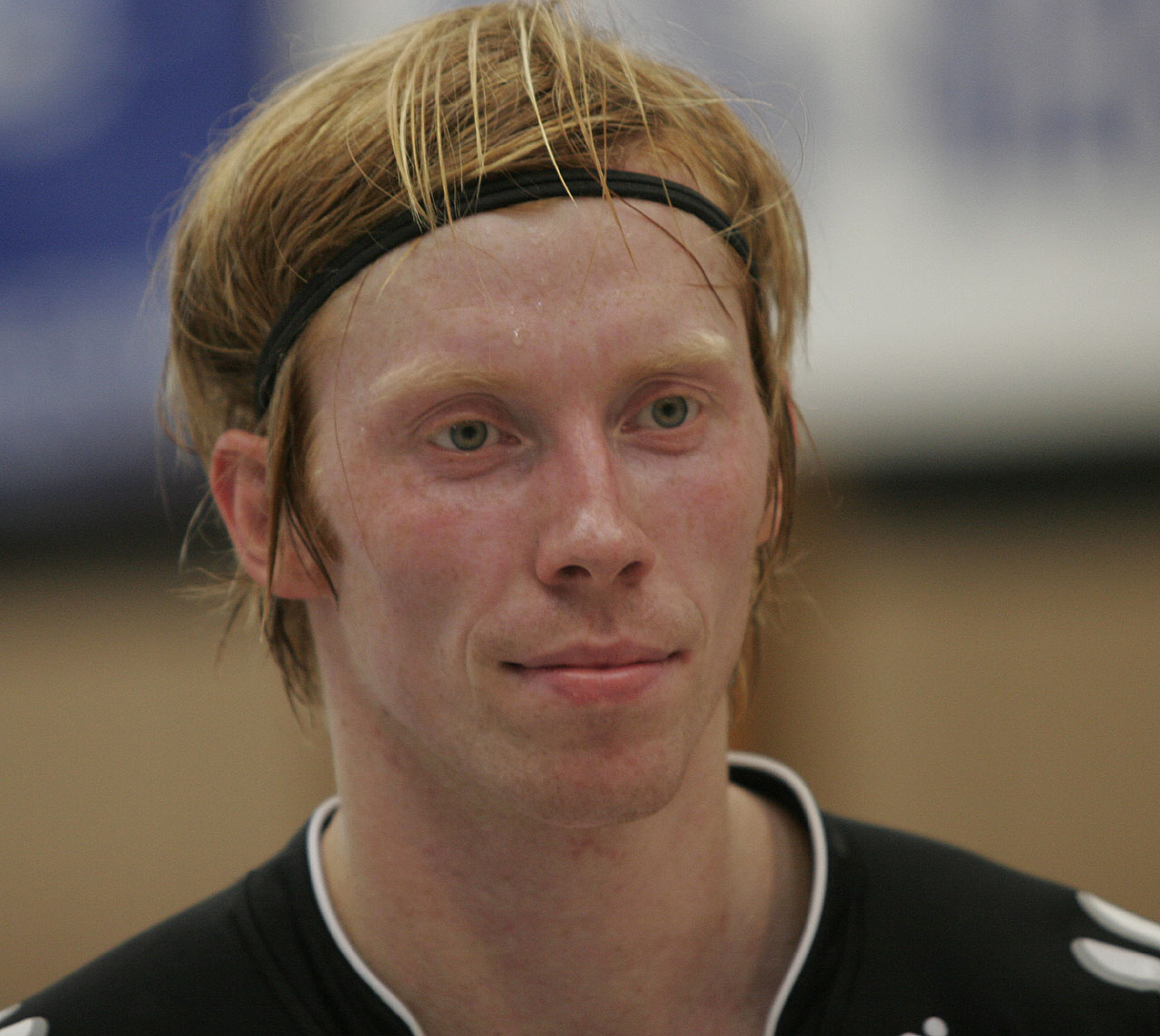
Børge Lund med THW Kiel, 2007.

Børge Lund, född 13 mars 1979 i Bodø, är en norsk handbollstränare och tidigare handbollsspelare (mittnia). Han spelade 216 landskamper och gjorde 390 mål för Norges landslag, från år 2000 till 2014.
I januari 2019 utsågs Lund av dagstidningen Verdens Gang till Norges nionde bästa herrspelare genom tiderna.

## Klubbar

### Som spelare
- Bodø HK (1990–2002)
- AaB Håndbold (2002–2006)
- HSG Nordhorn (2006–2007)
- THW Kiel (2007–2010)
- Rhein-Neckar Löwen (2010–2012)
- Füchse Berlin (2012–2013)
- Bodø HK (2013–2016)

### Som tränare
- Bodø HK (2013–2016)
- Norges herrlandslag (assisterande, 2016–)
- Elverum Håndball (2020–)